# 賈斯汀·湯姆林森

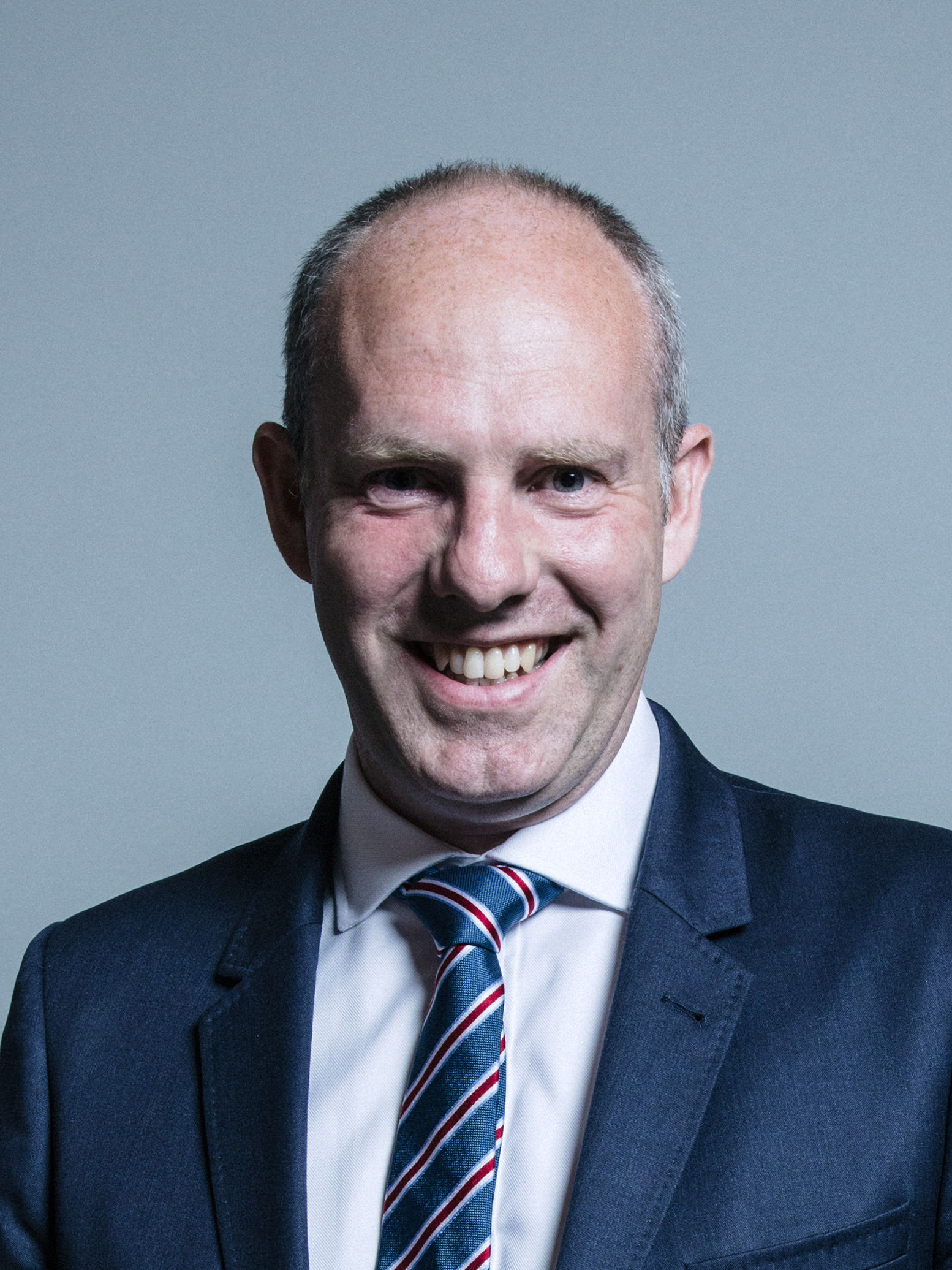
贾斯廷·汤姆林森

賈斯汀·湯姆林森（英語：Justin Tomlinson，1976年11月5日—）是一位英格蘭政治人物，他的黨籍是保守黨。自2010年開始，他擔任北斯溫登選區選出的英國下議院議員。他畢業於牛津布魯克斯大學。